# Буряк, Леонид Иосифович
Леони́д Ио́сифович Буря́к (укр. Леонід Йосипович Буряк; род. 10 июля 1953, Одесса, Украинская ССР) — советский и украинский футболист и тренер. В прошлом полузащитник киевского «Динамо» и сборной СССР, главный тренер сборной Украины в 2002—2003 гг.
Мастер спорта СССР (1973). Мастер спорта СССР международного класса (1975). Заслуженный мастер спорта СССР (1975). Заслуженный тренер Украины (1996).

## Биография
Начинал играть в Одессе. Попал на заметку к селекционерам «Черноморца», привлечён к играм за дубль. Однако из-за малой мышечной массы, по настоянию главного тренера команды Сергея Шапошникова, ещё некоторое время занимался в зале, а не с мячом. В итоге спустя некоторое время становится ведущим молодым игроком «Черноморца» и в сезоне 1972 года впервые попадает в список лучших футболистов УССР.
В 1973, понимая, что удерживать Буряка в Одессе более нет смысла, Шапошников благословляет игрока на переход в киевское «Динамо». Дебют в высшей лиге пришёлся на киевский матч против «Арарата». В этой игре Буряк забил гол, а команда выиграла 3:1.

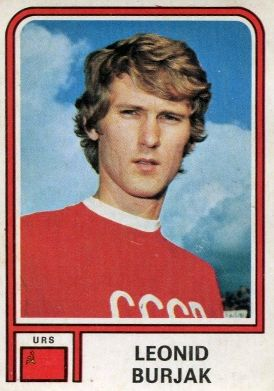
В форме сборной СССР, 1978 год

Весной 1974 года в матче против «Черноморца» дважды поразил ворота бывших одноклубников, однако одесская команда смогла сыграть вничью против киевлян: 3:3.
Быстро стал ведущим игроком команды. Первые успехи в «Динамо» были — чемпионство и Кубок 1974, Кубок кубков 1974/75, Суперкубок УЕФА 1975.
В последующие годы также был незаменимым игроком «Динамо». После неудачного выступления киевлян в сезоне 1984 (10-е место в чемпионате СССР) Буряк вступает в конфликт с Лобановским и покидает команду. Перешёл в московское «Торпедо».
В 1986 покинул «Торпедо», уехал в Киев, где готовился к операции ахиллового сухожилия. Однако операция не потребовалась. Буряк же, чувствуя силы, принял приглашение «Металлиста» из Харькова. Вместе с командой в 1988 взял Кубок СССР, победив в финале московское «Торпедо».
Осенью 1988 уехал в Финляндию, где продолжал играть, но вместе с этим полностью вёл тренировочный процесс.
В 1991—1993 работал в США, Эвансвиллский университет (уехал по линии украинской диаспоры).
В октябре 1993 года вернулся на Украину, чтобы помочь жене в воспитании детей и присматривать за болеющей матерью. Вскоре получил приглашение баллотироваться на должность главного тренера киевского «Динамо», которое принял. Дошёл до финала конкурса, в котором уступил Михаилу Фоменко. Буряк же согласился на полсезона возглавить «Ниву» (Тернополь), помог команде остаться в высшей лиге. В 1994—1998 тренировал «Черноморец» (Одесса). В Тернополе и в Одессе работал без контракта, поскольку не желал связывать себя какими-то обязательствами.
С 2014 г. в родном городе Буряка Одессе, начал проводиться футбольный турнир «Кубок Леонида Буряка».
13 сентября 2015 года на аллее футбольной славы ФК «Черноморец» (Одесса) были открыты две новые именные плиты, одна из которых посвящена Леониду Буряку.

### Тренер сборной Украины
В 2002 году Леонида Буряка назначили тренером национальной сборной Украины. Делая такой выбор, Федерация футбола поставила перед новым тренером задачу — пробиться в финальную часть чемпионата Европы 2004 года. Подготовка к основным матчам началась с поражения от сборной Японии в первом для Буряка-тренера матче. В рамках отборочного турнира сборной Украины удалось сыграть со счётом 2:2 в Ереване в первом матче, потом была значимая победа над сборной Греции. Однако команде Буряка, занявшей итоговое третье место в отборочном цикле, в финальную часть чемпионата пробиться не удалось. Леонид Буряк покинул сборную.

## Статистика выступлений (1971—1984)
| Клуб                  | Сезон    | Чемпионат | Чемпионат | Кубок | Кубок | Еврокубки | Еврокубки | Суперкубок | Суперкубок | Всего | Всего |
| Клуб                  | Сезон    | Игры      | Голы      | Игры  | Голы  | Игры      | Голы      | Игры       | Голы       | Игры  | Голы  |
| --------------------- | -------- | --------- | --------- | ----- | ----- | --------- | --------- | ---------- | ---------- | ----- | ----- |
| «Черноморец» (Одесса) | 1971     | 24        | 1         | -     | -     | -         | -         | -          | -          | 24    | 1     |
| «Черноморец» (Одесса) | 1972     | 28        | 8         | 4     | 0     | -         | -         | -          | -          | 32    | 8     |
| «Динамо» (Киев)       | 1973     | 26        | 2         | 9     | 0     | 6         | 2         | -          | -          | 41    | 4     |
| «Динамо» (Киев)       | 1974     | 29        | 5         | 5     | 1     | 6         | 1         | -          | -          | 40    | 7     |
| «Динамо» (Киев)       | 1975     | 25        | 0         | 1     | 0     | 8         | 2         | -          | -          | 34    | 2     |
| «Динамо» (Киев)       | 1976 (в) | 5         | 0         | 1     | 0     | -         | -         | -          | -          | 6     | 0     |
| «Динамо» (Киев)       | 1976 (о) | 13        | 4         | -     | -     | 8         | 3         | -          | -          | 21    | 7     |
| «Динамо» (Киев)       | 1977     | 26        | 5         | 2     | 0     | 2         | 0         | 1          | 0          | 31    | 5     |
| «Динамо» (Киев)       | 1978     | 24        | 5         | 8     | 4     | 3         | 1         | -          | -          | 35    | 10    |
| «Динамо» (Киев)       | 1979     | 26        | 5         | 6     | 1     | 6         | 1         | -          | -          | 38    | 7     |
| «Динамо» (Киев)       | 1980     | 28        | 9         | 7     | 5     | 1         | 1         | -          | -          | 36    | 15    |
| «Динамо» (Киев)       | 1981     | 29        | 9         | 7     | 0     | 5         | 1         | 1          | 0          | 42    | 10    |
| «Динамо» (Киев)       | 1982     | 21        | 3         | 2     | 1     | 4         | 2         | -          | -          | 27    | 6     |
| «Динамо» (Киев)       | 1983     | 28        | 6         | 1     | 0     | 2         | 0         | -          | -          | 31    | 6     |
| «Динамо» (Киев)       | 1984     | 24        | 3         | 2     | 0     | -         | -         | -          | -          | 26    | 3     |
| Всего                 | Всего    | 356       | 65        | 55    | 12    | 51        | 14        | 2          | 0          | 464   | 91    |

- Статистика в Кубках СССР и еврокубках составлена по схеме «осень-весна» и зачислена в год старта турниров

## Достижения

### В качестве игрока
«Динамо» (Киев)

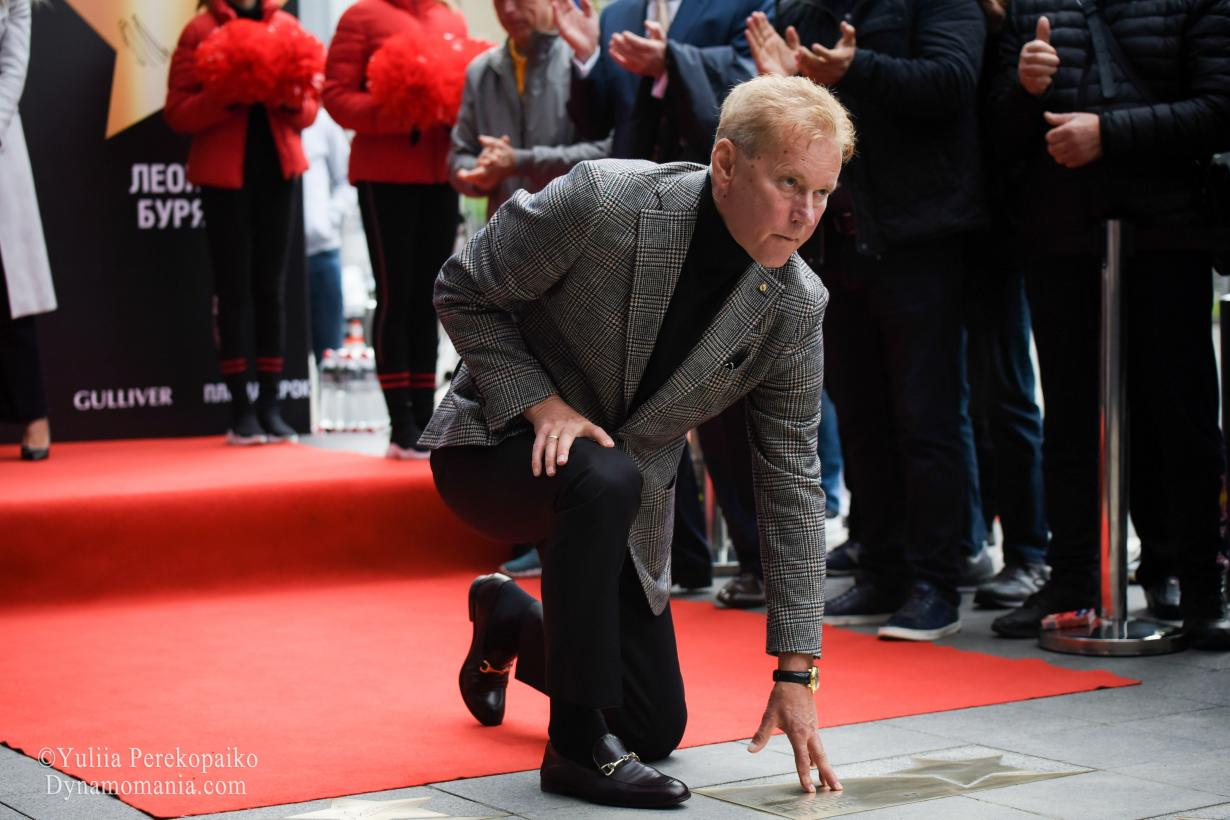
Леонид Буряк на открытии именной звёзды на «Площади звёзд» в Киеве, 22 октября 2020 года

- Чемпион СССР (5): 1974, 1975, 1977, 1980, 1981
- Серебряный призёр чемпионата СССР (4): 1973, 1976 (осень), 1978, 1982
- Бронзовый призёр чемпионата СССР: 1979
- Обладатель Кубка СССР (3): 1974, 1978, 1982
- Обладатель Кубка обладателей кубков УЕФА: 1975
- Обладатель Суперкубка УЕФА: 1975

«Металлист»
- Обладатель Кубка СССР: 1988

Сборная СССР
- Бронзовый призёр Олимпийских игр: 1976

### В качестве тренера
«Черноморец» (Одесса)
- Серебряный призёр чемпионата Украины (2): 1994/95, 1995/96

### Личные
- В списках 33 лучших футболистов сезона в СССР (8): № 1 (1977, 1979—1982), № 2 (1975, 1976), № 3 — 1978)
- В списках лучших футболистов Украинской ССР[укр.] (11): № 1 (1975—1977, 1979—1982), № 2 (1974, 1978), № 3 (1972, 1973)
- Один из обладателей приза «Лучшие дебютанты сезона»: 1973
- Третий футболист СССР (еженедельник «Футбол»): 1981
- Член Клуба Григория Федотова (103 гола)
- Член Клуба Олега Блохина (106 голов)[7]
- Лучший тренер Украины (2): 1994, 1995
- Награждён орденом «За заслуги» III (2004)[8], II (2013)[9] и I (2015)[10] степеней.
- Награждён орденом князя Ярослава Мудрого V степени (2020)[11]

## Семья
Отец рано умер. Мать одна воспитала троих детей.
Жена — Жанна Васюра, гимнастка-художница. Дети — дочь Оксана, сын Андрей.